# Bergantín (Venezuela)
Pour les articles homonymes, voir Bergantin.
Bergantín est la capitale de la paroisse civile de Bergantín de la municipalité de Simón Bolívar dans l'État d'Anzoátegui au Venezuela.